# 블러드 솔저
《블러드 솔저》(영어: Ravenous)는 영국, 미국에서 제작된 앤토니아 버드 감독의 1999년 블랙 코미디 서부 공포 스릴러 영화이다. 가이 피어스 등이 출연하였고, 데이비드 헤이먼 등이 제작에 참여하였다.

## 줄거리
멕시코-미국 전쟁(1846-48) 시기. 미국 육군 소위 존 보이드는 자신의 부대가 전멸당하는 동안 시체인 척하고 다른 시체들과 함께 수레에 실려 멕시코 본부로 운반된다. 하지만 순간의 기지로 멕시코 본부 대원들을 사로잡는다. 슬로슨 장군은 용기가 가상하다며 보이드를 대위로 승진시키지만 비겁한 진상을 알게 되자 그를 시에라네바다에 위치한, 변경 전초 기지인 포트 스펜서로 추방한다.
보이드가 이 요새 수비대에 합류한 지 얼마 되지 않아 동상에 걸린 콜훈이라는 남자가 도착한다. 그는 아이브스라는 대령이 태평양으로 향하는 지름길이라며 왜건 수송대를 오히려 먼 길로 돌아가게 만들었고, 3개월간 눈 속에 갇힌 대원들은 아사를 면하려고 식인을 행해야 했다고 설명한다. 생존자 수색을 위한 구조대가 꾸려지고, 이들이 떠나기 직전 원주민 정찰병 조지는 적의 신체 일부를 먹으면 강인해지는 대신 악령에게 홀려 끝없이 식인을 갈망하게 된다는 웬디고 전설을 이야기하며 경고한다.
구조대는 왜건 수송대의 대피처였던 동굴에 도착해 조사에 들어가고, 콜훈이 곧 아이브스임을 깨닫는다. 동지 다섯 명을 죽인 그는 이제 같은 방식으로 이들을 죽이려고 하고 있는 것이다. 보이드는 절벽에서 뛰어내려 탈출하면서 다리가 부러지고, 구조대에 속했던 이등병의 시체를 먹으면서 버틴다. 절뚝이며 포트 스펜서에 돌아온 보이드의 얘기를 아무도 믿어주지 않는 가운데 사망한 지휘관을 대신해 임시 지휘관이 파견되는데, 이는 다름이 아니라 멀끔하게 단장한 아이브스 대령이다.
아이브스는 보이드에게 과거 결핵을 앓고 있을 때 원주민 정찰병이 웬디고 전설을 얘기해 주길래 실험 차원에서 정찰병를 죽여서 먹어 보았고, 실제로 병이 치유되었다고 말한다. 아이브스는 포트 스펜서에서도 지나가는 여행객들을 잡아 먹을 생각이며, 자신의 식인과 여행객들의 피식은 명백한 운명처럼 모두 정해진 일이라고 말하는데...

## 출연진
- 가이 피어스 - 존 보이드 대위 역
- 로버트 칼라일 - F.W. 콜훈 / 아이브스 대령 역
- 데이비드 아켓 - 클리브스 이등병 역
- 제러미 데이비스 - 토플러 이등병 역
- 제프리 존스 - 하트 대령 역
- 존 스펜서 - 슬로슨 장군 역
- 스티븐 스피넬라 - 녹스 소령 역
- 닐 맥도너 - 라이크 이등병 역
- 조지프 러닝 폭스 - 조지 역
- 실라 타우지 - 마사 역
- 빌 브록트럽 - 린더스 역
- 데이비드 헤이먼 - 야너스 역

## 기타 제작진
- 배역: 케리 바든
- 미술: 브라이스 페린
- 의상: 시나 네이피어